# Ференц Хирцер
Ференц Хирцер (мађ. Hirzer Ferenc, Híres Ferenc) такође је познат као Ференц Хиреш је био мађарски фудбалер и менаџер, који је играо као нападач током 1910-их и 1920-их, мада је најпознатији по свом времену проведеном са италијанским Јувентусом. Такође је играо за фудбалску репрезентацију Мађарске тридесет три пута, постигавши четрнаест голова.

## Клупска каријера
Хирцер је своју фудбалску каријеру започео 1913. године са локалном будимпештанском екипом Тереквеш ШЕ, коју су саставили железничари. Почетком 1920-их, клуб је стигао до горњег дела Мађарске лиге, али је у то време у великој мери доминирала МТК Будимпешта.
Након отприлике деценије играња за свој матични клуб, Ференц Хирцер се преселио у Чешку да игра клупски фудбал за Макаби из Брна. Следеће сезоне се преселио у Немачку да игра за Унион 03 Алтону у граду Хамбургу, где су завршили као другопласирани у Норддојче лиги.
За сезону 1925/26, Хирцер је поново променио државу, овог пута у Италију са торинским великаном Јувентусом. Други Мађар, Јене Карољ је у то време био менаџер и већ је довео бившег играча Тереквеша Јожефа Виолу у клуб. Хирцер је за Јувентус дебитовао у октобру 1925. против Парме постигавши хет-трик.
Јувентус је први пут после 20 година окруњен шампионском титулом италијанског фудбалског првенств.; Сам Хирзер је имао веома импресиван рекорд на крају сезоне, постигао је 35 голова у 24 утакмице. Овај рекорд по броју голова које је играч Јувентуса постигао у једној сезони у најбољој италијанској лиги, тада названој Прима Дивисионе, никада није оборен. После још једне сезоне у Јувентусу, где су завршили на трећем месту иза Торина и Болоње, напустио је италијански фудбал. Хирцер је постигао укупно 50 голова у 43 утакмице за Јувентус током свог времена са њим.
Хирцер се вратио у Мађарску 1927. и играо за МТК Хунгариа у Будимпешти. Током сезоне 1928/29, Хирцерове последње сезоне као играча, клуб је освојио титулу мађарске лиге. Након играчке каријере, Хирцер се вратио у Италију и водио неколико италијанских клубова до отприлике у време своје смрти, клуб којим је најдуже управљао била је Салернитана у Кампанији.

## Репрезентативна каријера
Хирцер је први пут позван да наступи за репрезентацију Мађарске за утакмицу против Швајцарске у јуну 1922. године, утакмица је завршена нерешеним резултатом 1-1. Хирцер је такође био члан репрезентације Мађарске на Летњим олимпијским играма 1924. у Паризу, где је постигао два гола у победи у првом колу 5-0 против Пољске, у следећем колу, међутим, испали су шокантним поразом од Египта резултатом 3-0.
Такође је представљао Мађарску на Међународном купу Централне Европе 1927-30, где је постао најбољи стрелац, али упркос његовим напорима, Мађарска је завршила као четврта. Укупно је постигао 14 голова у 32 утакмице за своју репрезентацију.

## Достигнућа

### Клуб
ФК Јувентус
- Серија А шампион: 1925/26.

МТК Хунгариа
- Прва лига Мађарске у фудбалу шампион: 1928/29.

### Репрезентација
Мађарска
- Централноевропски куп: четврти 1927-30.

### Индивидуално
- Централноевропски куп: Најбољи стрелац 1927-30.
- Серија А: Најбољи стрелац 1925/26. (35 голова у 24 утакмице)